# Carlat
Carlat és un municipi francès, situat al departament de Cantal i a la regió d'Alvèrnia-Roine-Alps.

## Demografia
| 1962                                       | 1968 | 1975 | 1982 | 1990 | 1999 | 2006 |
| ------------------------------------------ | ---- | ---- | ---- | ---- | ---- | ---- |
| 356                                        | 432  | 394  | 364  | 306  | 305  | 284  |
| Des de 1962: població sense dobles comptes |      |      |      |      |      |      |

## Administració
| Període | Identitat    | Partit |
| ------- | ------------ | ------ |
| 2008-   | Alain Cousin | PCF    |